# Josep Sesé i Sesé
Josep Sesé i Sesé (Barcelona, 1892 - 1987), fou un industrial dedicat a la producció i comercialització de calçat.

## Biografia
Casat amb Elvira Rovira i Porta, empleada de confecció, tingueren set fills, nascuts entre 1919 i 1927. Propietari d'una botiga al carrer de Sant Gervasi de Barcelona fins al 1937, així com d'una fàbrica situada al número 458 de la Gran Via de les Corts Catalanes de la capital catalana. Durant la Guerra Civil Espanyola, Josep Sesé aconseguí de mantenir l'ocupació de gerent a Calzados Sesé, empresa col·lectivitzada, sota la direcció d'un comitè del sindicat CNT-FAI. La fàbrica esdevingué aleshores el "Grupo Eliseo Reclús número 11". Josep Sesé formà part de la Unió de Cooperadors de Barcelona i a finals de 1938 s'afilià a la Unió de Rabassaires. Amb l'entrada de les tropes franquistes, recuperà la propietat de la seva empresa i s'adscriví a la Central Nacional Sindicalista. El 1957 fou elegit president del grup de Comerç Exterior de Calçats del Sindicat de la Pell de la Delegació Provincial de Sindicats de Barcelona. Fou soci actiu des del 1951 i membre de la Junta Directiva com a vocal i secretari de relacions socials (1961 - 1973) del Cercle Filatèlic i Numismàtic de Barcelona.

## Fons personal
El seu fons personal es conserva a l'Arxiu Nacional de Catalunya. El fons documental aplega la documentació generada i rebuda per Josep Sesé i Sesé, especialment durant els anys de la Guerra Civil i el primer franquisme. Aplega documentació identificativa, targetes familiars de racionament i com a beneficiari de les prestacions de família nombrosa. Així mateix, inclou documentació relativa al patrimoni del seu cunyat, Josep Rovira i Porta. Pel que fa a l'activitat de Calzados Sesé, el fons destaca per la documentació comptable i fiscal, en especial, amb relació a la col·lectivització de l'empresa. Aplega també la documentació relativa a la seva activitat sindical anterior i posterior a l'acabament de la Guerra Civil espanyola, així com a la direcció i activitats del Cercle Filatèlic i Numismàtic de Barcelona. Finalment, inclou alguns retalls de premsa.